# Malphas: Book of Angels Volume 3
Malphas: Book of Angels Volume 3 es un álbum de la pianista Sylvie Courvoisier y el violinista Mark Feldman en el que interpretan a dúo composiciones de John Zorn. Es parte del segundo libro Masada, "The Book of Angels".

## Recepción
La reseña de Allmusic realizada por Thom Jurek le otorgó 4 estrellas al álbum señalando que "Malphas es un éxito de principio a fin, y tal vez el más emocionante de los tres volúmenes de la serie hasta ahora. Los oyentes que buscan la excelencia y la aventura serían sabios al mantener el ojo en este dúo, quienes tal vez están redefiniendo el espacio para la composición y la interpretación moderna".

## Listado de pistas
Todas las piezas son composiciones de John Zorn
1. "Azriel" - 4:15
2. "Basus" - 3:28
3. "Rigal" - 4:16
4. "Kafziel" - 4:24
5. "Labariel" - 6:22
6. "Zethar" - 1:49
7. "Paschal" - 5:22
8. "Boel" - 4:35
9. "Sammael" - 3:07
10. "Padiel" - 6:29
11. "Sretil" - 2:49

## Integrantes
- Sylvie Courvoisier – piano
- Mark Feldman – violín